# Voria Tzoumerka
Voria Tzoumerka (griechisch Δήμος Βόρειων Τζουμέρκων, Nord-Tzoumerka) ist eine Gemeinde der griechischen Region Epirus.

## Gemeindegliederung
Die Gemeinde wurde im Zuge der Verwaltungsreform 2010 aus der Fusion der ehemaligen drei Gemeinden Tzoumerka, Pramanda und Katsanochoria sowie von vier Landgemeinden gebildet, diese entsprechen den heutigen Gemeindebezirken. Verwaltungssitz ist der Ort Pramanda.
| Gemeindebezirk           | griechischer Name              | Code   | Fläche (km²) | Einwohner 2011 | Einwohner 2021 | Dimotikes Kinotites (Sg. Δημοτική Κοινότητα)                                                | Lage |
| ------------------------ | ------------------------------ | ------ | ------------ | -------------- | -------------- | ------------------------------------------------------------------------------------------- | ---- |
| Pramanda                 | Δημοτική Ενότητα Πραμάντων     | 180201 | 067,614      | 1774           | 1759           | Paramanda, Ambelochori, Raftanei                                                            |      |
| Vathypedo                | Δημοτική Ενότητα Βαθυπέδου     | 180202 | 010,067      | 0086           | 0089           | Vathypedo                                                                                   |      |
| Kalarrytes               | Δημοτική Ενότητα Καλαρρυτών    | 180203 | 040,070      | 0192           | 0236           | Kalarrytes                                                                                  |      |
| Katsanochoria            | Δημοτική Ενότητα Κατσανοχωρίων | 180204 | 103,590      | 2181           | 1592           | Kalentzi, Aetorrachi, Elliniko, Koritiani, Monolitho, Pigadia, Plesia, Planatoussa, Fortosi |      |
| Matsouki                 | Δημοτική Ενότητα Ματσουκίου    | 180205 | 035,588      | 0455           | 0274           | Matsouki                                                                                    |      |
| Syrrako                  | Δημοτική Ενότητα Συρράκου      | 180206 | 029,609      | 0270           | 0391           | Syrrako                                                                                     |      |
| Tzoumerka                | Δημοτική Ενότητα Τζουμέρκων    | 180207 | 071,157      | 0756           | 0717           | Chouliarades, Vaptisis, Kedros, Michalitsi, Paleochori, Petrovouni, Potistika, Prosilio     |      |
| Gemeinde Voria Tzoumerka | Gemeinde Voria Tzoumerka       | 1802   | 357,695      | 5714           | 5058           |                                                                                             |      |